# Alsóstepanó
Alsóstepanó (szlovákul Dolný Štefanov) 1593-tól 1968-ig önálló falu Szlovákiában, a Zsolnai kerületben, a Turdossini járásban.

## Fekvése
Turdossintól 4 km-re északnyugatra, az Árvai-Magura lábánál fekszik. Stepanó keleti településrésze.

## Története
Stepanó falu a 14. század második felében keletkezett. 1593-ban az addig egységes Stepanó települést kettéválasztották Alsó- és Felsőstepanóra. Közös birája volt a szomszédos Felsőstepanóval és Lavkóval. Alsóstepanót külön 1593-ban „Also Stepanowo” néven említik először. A kuruc háborúkat követően a Szentiványi család birtokában állt. 1778-ban 288 lakosa volt.
A 18. század végén Vályi András így ír róla: „Alsó, és Felső Stepano. Két tót falu Árva Várm. földes Ura mind a’ kettőnek Kubínyi Uraság, lakosaik katolikusok, fekszenek Tordosinhoz nem meszsze, és annak filiáji; Magura hegyének szomszédságában; határbéli földgyeik középszerűek.”
1828-ban 56 házában 331 lakos élt, akik főként mezőgazdasággal és fuvarozással foglalkoztak.
Fényes Elek 1851-ben kiadott geográfiai szótárában így ír a faluról: „Stepano (Alsó), tót falu, Árva vmegyében, 326 kath. 5 zsidó lak. F. u. Kubinyi. Ut. p. Rosenberg.”
1910-ben 286, túlnyomórészt szlovák lakosa volt. A trianoni diktátumig Árva vármegye Vári járásához tartozott.
1968-ban Felsőstepanóval egyesítették.

## Nevezetességei
- Római katolikus temploma Szent Cirill és Metód tiszteletére van szentelve.

## Lásd még
- Stepanó
- Felsőstepanó